# Washington Irving
Washington Irving (3. duben 1783, New York – 28. listopad 1859, Tarrytown, stát New York) byl americký romantický spisovatel, humorista, autor povídek, historických studií a životopisů. Byl rovněž americkým velvyslancem ve Španělsku. Díky filmovým zpracováním jsou dnes známé jeho povídky Legend of Sleepy Hollow (Legenda o Spícím luhu, film Ospalá díra) a Rip Van Winkle, obě ze sbírky Kniha skic. Dále jsou stále uváděny jeho příběhy a pohádky ze Španělska (například O princi poutníkovi, Maurův odkaz a další).

## Život

### Mládí
Byl nejmladším z jedenácti dětí obchodníka z New Yorku. Jeho otec William Irving starší pocházel ze Skotska a matka Sarah (rozená Sanders) z Anglie. V roce 1800 začal studovat na Collumbijské koleji. Měl se stát právníkem, ale raději se věnoval umění a bohémskému životu. Začal psát humorné a satirické povídky a komentáře, které se věnovaly společenské a divadelní scéně. Ty otiskoval od roku 1802 v novinách The Morning Chronicle a později byly vydány ve sbírce Letters of Jonathan Oldstyle. Aby zlepšili jeho zdravotní stav, financovali Washingtonovi bratři jeho cestu do Evropy v letech 1804–1806. Po návratu z Evropy pokračoval ve studiu práv, ale studia zanedbával a nedokončil. Začal vydávat vlastní časopis Salmagundi (1807–1808). Výběr článků z tohoto časopisu vyšel v roce 1823 pod titulem Salmagundi or the whimwams and opinions of Lancelot Langstaff and others. V roce 1809 jej proslavila satirická kniha Dějiny New Yorku od Dietricha Knickerbockera. Uvedení knihy předcházela mystifikační kampaň, kdy v novinách vycházely inzeráty, hledající fiktivního historika Dietricha Knickerbockera a jeho otištěné Dějiny, které údajně zapomněl v hotelu, měly být nápomocny tomuto pátrání.
V době britsko-americké války v roce 1812 byl pobočníkem Daniela D. Tompkinse, guvernéra New Yorku a velitele milice, pozdějšího viceprezidenta USA. Dosáhl hodnosti plukovníka, do vlastních bojů se ale nezapojil.

### Pobyt v Evropě
Válka zdecimovala rodinnou obchodní firmu a tak Washington Irving v roce 1815 odcestoval do Anglie, aby ji zachránil. To se mu nepodařilo, firma vyhlásila po dvou letech bankrot. Irving ale v Evropě zůstal a strávil zde následujících sedmnáct let (1815–1832). Procestoval Anglii, Nizozemsko, Francii, Itálii a Německo. V létě 1822 navštívil i Prahu. V roce 1825 byl pozván tehdejším vyslancem USA Alexandrem Hillem Everettem do Madridu. Ve Španělsku pak strávil čtyři roky a načerpal zde látku pro své historické práce (Kryštof Kolumbus, dobytí Granady) i pro povídky a pohádky (Alhambra).
V letech 1829-1831 pracoval jako sekretář na vyslanectví USA v Londýně. Zde se seznámil s řadou britských spisovatelů (např. Walter Scott) a rovněž se zde zasloužil o pokrok v otázce autorských práv k literárnímu dílu a jejich ochrany.
V roce 1832 se vrátil do Spojených států a usídlil se ve starém domě „Sunnyside“ v městečku Tarrytown. Ve svých knihách se začal věnovat fenoménu, který v době jeho odjezdu do Evropy neexistoval – osidlování Západu (knihy Cesta prériemi, Dobrodružství kapitána Bonnevilla, Astoria čili podnikání za Skalistými horami).

### Vyslancem ve Španělsku
V letech 1842–1846 byl americkým vyslancem ve Španělsku. Vzhledem ke složité vnitrostátní situaci i situaci ve španělských koloniích (viz Dějiny Španělska#Krize monarchie) to byla velmi obtížná mise.
Po návratu do USA pokračoval ve svých historických a životopisných pracích. Obdržel velké dědictví od svého ctitele Johna Jacoba Astora. Zemřel krátce poté, co dokončil pětidílný životopis George Washingtona.

## Dílo

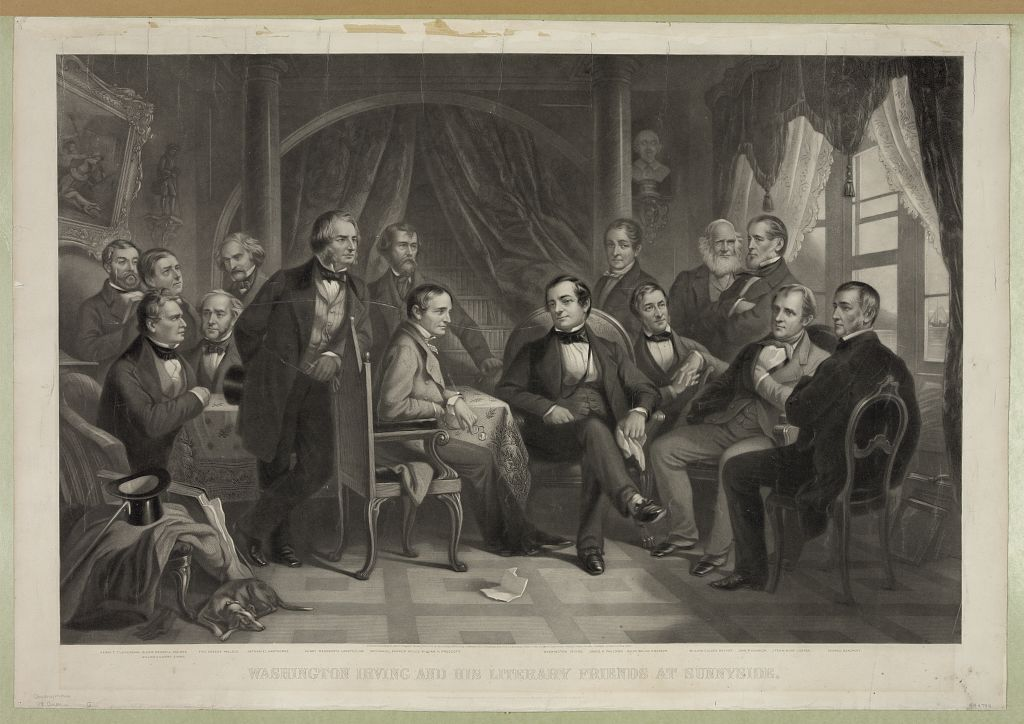
Washington Irving se svými literárními přáteli v Sunnyside..

Jako první americký spisovatel se zcela uživil jen svými knihami. Rovněž byl jedním z prvních amerických spisovatelů, kteří se proslavili v Evropě. Po něm následovali další (například: Nathaniel Hawthorne, Herman Melville, Henry Wadsworth Longfellow, Edgar Allan Poe).
Evropské romantické principy aplikoval na americkou realitu, v jeho dílech se mísí romantické i realistické prvky. Měl velký smysl pro místní kolorit – některé jeho pojmy zlidověly (například přezdívka Knickerbocker pro obyvatele Manhattanu).

### Pseudonymy
Některá díla uváděl pod pseudonymy Jonathan Oldstyle, Launcelot Langstaff, Will Wizard, Diedrich Knickerbocker, Geoffrey Crayon nebo Fray Antonio Agapida.

## Spisy
- Jonathan Oldstyle: Letters of Jonathan Oldstyle (1802, fiktivní dopisy)
- Launcelot Langstaff, Will Wizard: Salmagundi (časopis) (1807–1808) – satira
- Diedrich Knickerbocker: A History of New York (1809, Dějiny New Yorku od Dietricha Knickerbockera) – satira
- Geoffrey Crayon: The Sketch Book of Geoffrey Crayon, Gent. (1819–1820, Kniha skic) – povídky a eseje
- Geoffrey Crayon: Bracebridge Hall (1822) – povídky a eseje
- Geoffrey Crayon: Tales of a Traveller (1824, Cestovatelovy příběhy) – povídky a eseje
- Washington Irving: The Life and Voyages of Christopher Columbus (1828, Život a cesty Kryštofa Kolumba) – historická životopisná studie
- Fray Antonio Agapida: The Chronicles of the Conquest of Granada (1829, Kronika dobytí Granady) – historická studie
- Washington Irving: Voyages and Discoveries of the Companions of Columbus (1831, Druhové Kolumbovi) – historická životopisná studie
- The Author of the Sketch Book: Tales of the Alhambra (1832, Příběhy z Alhambry) – povídky a cestopisné studie
- Geoffrey Crayon: The Crayon Miscellany (1835) povídky
- A Tour on the Prairies (1835, Cesta prériemi)
- Washington Irving: Astoria (1836) – historická životopisná studie o městečku v Oregonu a o jeho zakladateli Johnu Jacobu Astorovi (1763–1848).
- Washington Irving: The Adventures of Captain Bonneville (1837, Dobrodružství kapitána Bonnevilla) – historická životopisná romantická studie o Benjaminu Bonneville (1796–1878)
- Washington Irving: The Life of Oliver Goldsmith (1840, přepracováno 1849) – životopis Olivera Goldsmitha
- Washington Irving: Biography and Poetical Remains of the Late Margaret Miller Davidson (1841) – životopis básnířky Margaret Miller Davidson
- Washington Irving: Mahomet and His Successors (1850, Mohamed a jeho nástupci) – životopis proroka Mohameda
- Geoffrey Crayon, Diedrich Knickerbocker, Washington Irving: Wolfert's Roost (1855) – životopis
- Washington Irving: The Life of George Washington (5 dílů) (1855–1859) – životopis

### Česká vydání
- Přjšerný ženich, překlad J. B. Malý, W Praze : W knjžecj arcibiskupské knihtiskárně, řjzenjm a nákladem Wáclawa Špinky, 1835
- Alhambra, překlad J. B. Malý, W Praze : W knjžecj arcibiskupské knihtiskárně, řjzenjm a nákladem Wáclawa Špinky, 1837 – 3 svazky
- Život a cesty Kristofa Kolumba, překlad Jakub Malý, Praha : Jaroslav Pospíšil, 1853
- Cesty a objevy soudruhů Kolumbových, překlad Jakub Malý, Praha : Jaroslav Pospíšil, 1853
- Život Mohamedův, překlad František Ladislav Rieger, Praha : Jaroslav Pospíšil, 1854
- Život a plavby Krištofa Kolumba, překlad František Doucha, Praha : Synové Bohumila Haase, 1859

### Moderní česká vydání
- Náčrty : výbor povídek a črt překlad Karel Mušek, Praha : Jan Otto, 1904
- Pohádky z Alhambry překlad Václav Pelyněk, ilustrace: Adolf Kašpar a Artuš Scheiner, Praha : Zájmy všelidské, 1911
- Maurův odkaz : Kniha pohádek, Praha : Dědictví Komenského, 1923
- Hledači pokladů a jiné příběhy, překlad Vilém Opatrný, Praha : Svoboda, 1951
- Legenda o Ospalé díře / The Legend of Sleepy Hollow, překlad Lucie Poslušná, Brno : Computer Press, 2007, ISBN 978-80-251-1632-6 – zrcadlové dvojjazyčné vydání

#### Rozhlasové adaptace
- Helena Sýkorová: Zlaté tajemství, pohádka na motivy knihy Pohádky z Alhambry, režie: Karel Weinlich, Český rozhlas, 2000[3]
- Helena Sýkorová: O princi poutníkovi, na motivy příběhu Washingtona Irvinga s použitím překladu Josefa Václava Sládka. Hudba Petr Mandel. Dramaturgie Václava Ledvinková. Režie Dimitrij Dudík. Účinkují: Kryštof Hádek, Petr Pelzer, Ilja Racek, Blanka Bohdanová, David Novotný, Pavel Rímský, Lucie Pernetová, Michal Zelenka, Kamil Halbich, Jan Přeučil, Milan Slepička, Josef Somr, Petr Šplíchal, Eva Přibylová, Tomáš Pergl, Dana Reichová, Jiří Litoš a Taťjana Gruntová. Český rozhlas, 2008. (57 min.)[4]

## Galerie

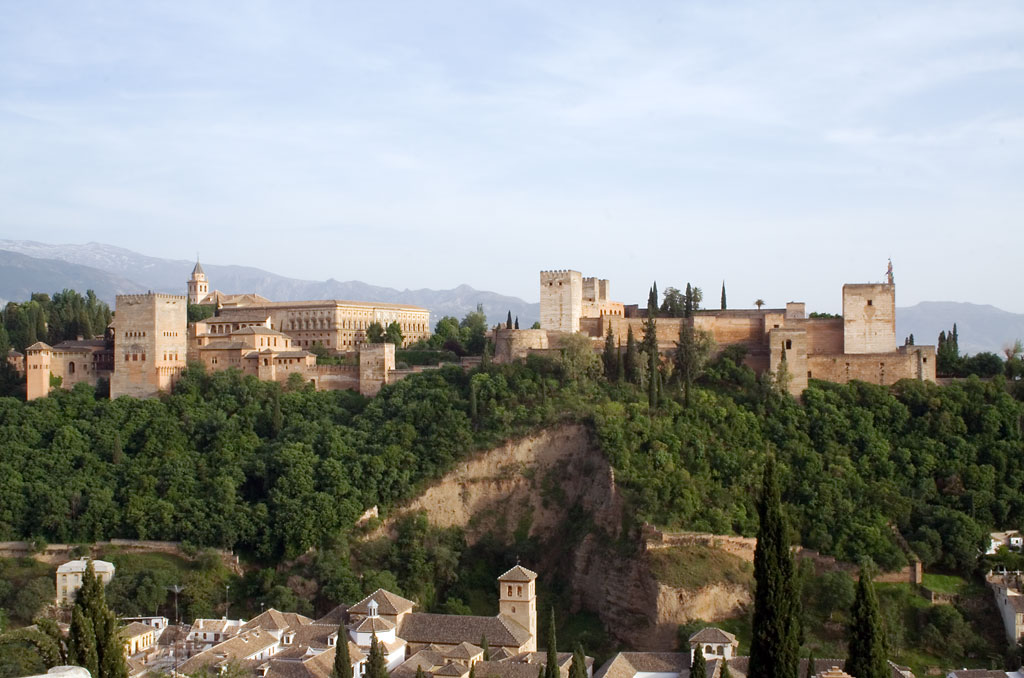
Palác Alhambra v Granadě, který byl inspirací pro jednu z Irvingových nejslavnějších knih.
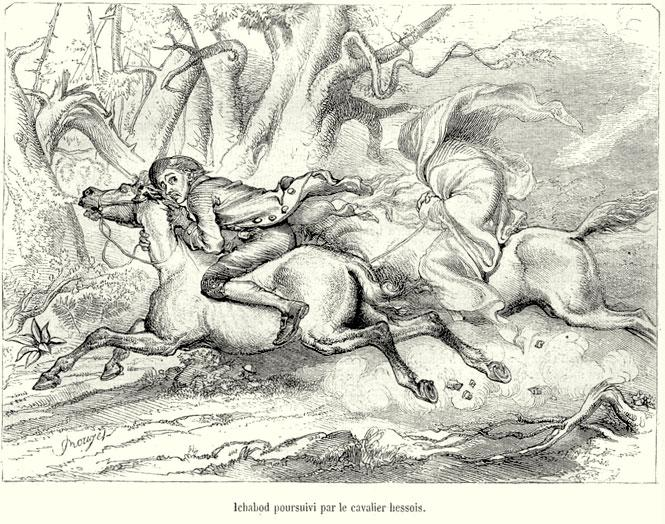
Ichabod Crane pronásledován bezhlavým jezdcem, ilustrace k povídce Ospalá díra, autor: F. O. C. Darley
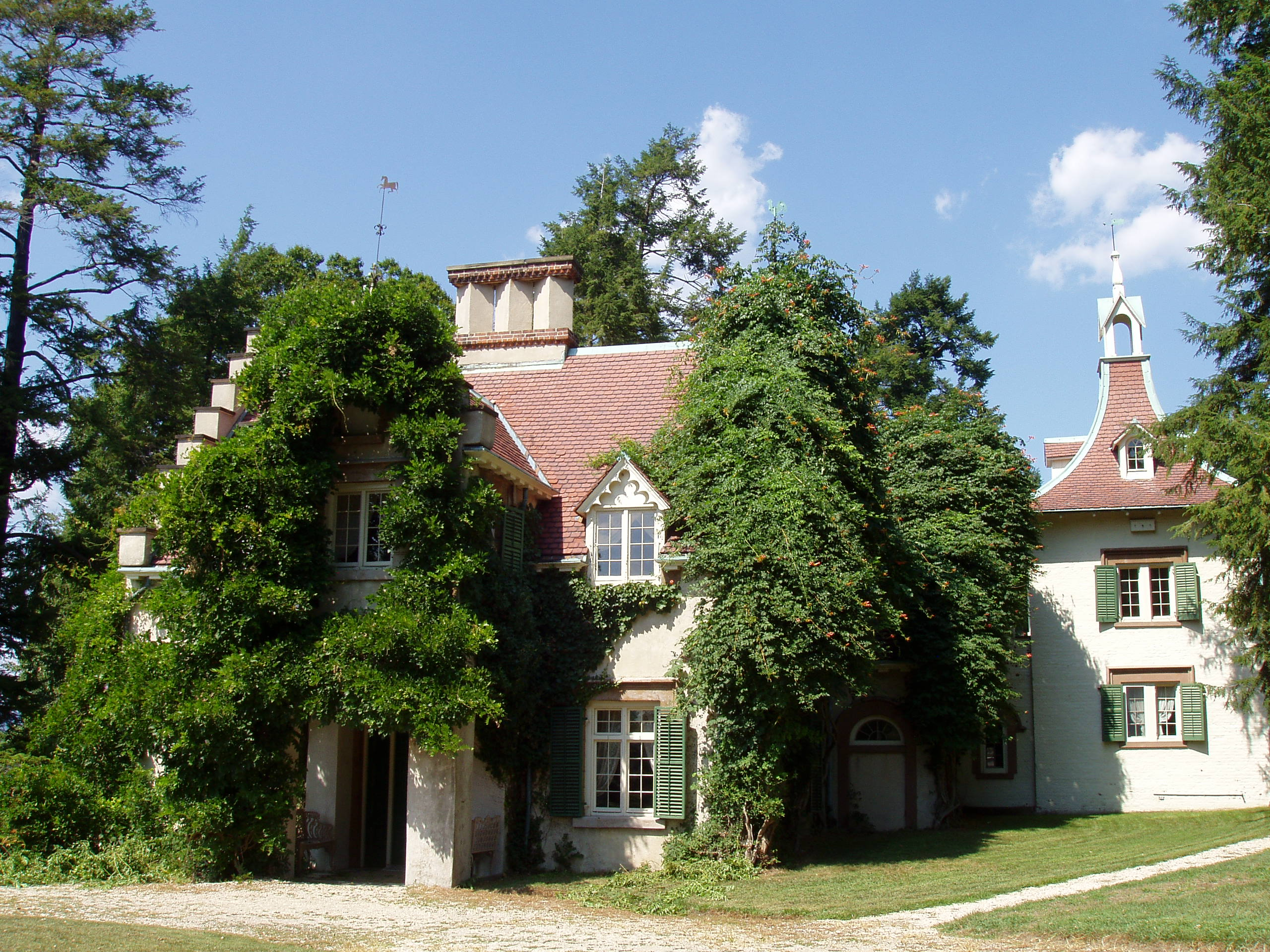
Irvingův domov "Sunnyside" v městečku Tarrytown
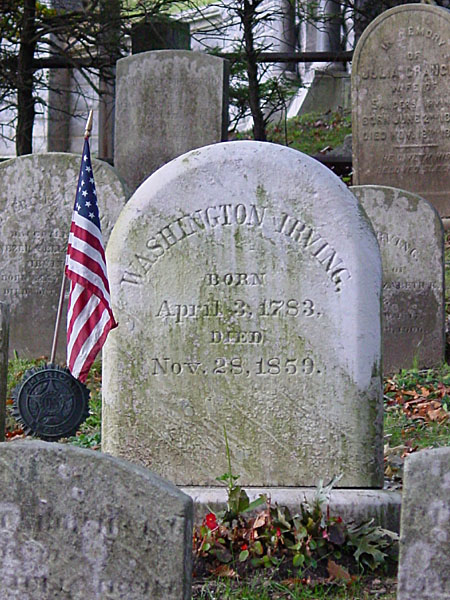
Irvingův náhrobek na hřbitově v Ospalé díře